# أليساندرو بيليكوري
أليساندرو بيليكوري (بالإيطالية: Alessandro Pellicori)‏ (22 يوليو 1981 بكوزنسا في إيطاليا - ) هو لاعب كرة قدم إيطالي في مركز الهجوم. شارك مع منتخب إيطاليا تحت 20 سنة لكرة القدم. أما مع النوادي، فقد لعب مع كوينز بارك رينجرز ونادي أفيلينو ونادي بياتشينزا ونادي بينيفينتو ونادي تشيزينا ونادي تورينو ونادي فاريسي ونادي فوجيا ونادي كاتانزارو ونادي ليتشي ونادي مانتوفا وكوسينزا كالشيو وCosenza Calcio 1914 ‏ ونادي غروسيتو.

## وصلات خارجية
- أليساندرو بيليكوري على موقع قاعدة بيانات كرة القدم.إي يو (الإنجليزية)
- أليساندرو بيليكوري على موقع Soccerbase.com (لاعب) (الإنجليزية)
- أليساندرو بيليكوري على موقع عالم كرة القدم.نت (الإنجليزية)